# Jean Xhenceval
Jean Xhenceval (ur. 6 lutego 1945 roku w Comblain-au-Pont) – belgijski kierowca wyścigowy.

## Kariera
Xhenceval rozpoczął karierę w międzynarodowych wyścigach samochodowych w 1971 roku od startów w European Touring Car Championship. Z dorobkiem siedmiu punktów uplasował się na 27 pozycji w klasyfikacji generalnej. W późniejszych latach Belg pojawiał się także w stawce 24-godzinnego wyścigu Le Mans, World Challenge for Endurance Drivers, German Racing Championship oraz World Championship for Drivers and Makes.